# パティーニョ級補給艦
パティーニョ級補給艦（英語: Patiño-class replenichment oiler）は、オランダとスペインが共同開発した補給艦の艦級。また、発展型としてスペイン海軍が建造した「カンタブリア」についても本項で扱う。

## 来歴
1988年11月の合意に基づき、オランダ統一造船事務所（NEVESBU）とスペインのバサン社が共同で設計を行った。オランダ海軍は1991年10月に、またスペイン海軍は同年12月26日に発注した。オランダ艦の海上公試は1995年4月3日より開始された。
スペイン海軍は、2004年4月12日に本級を発展させた「カンタブリア」を発注した。

## 設計
前部艦橋と後部上部構造物を有する全体配置は、オランダ海軍での前任者であるポールステル級と同様だが、艦橋はずっと艦首寄りとされており、中央部に門型の補給ポスト2基と、その管制室および荷扱所を備えている。管制室は、過酷な海象条件を想定していることから、日米とは異なって閉囲式の頑丈なものとされている。
前部艦橋およびその周辺には、操艦スペースのほかに士官居住区や医療設備、補機室、事務室などがまとめられている。一方、後部上構付近には、兵員室やハンガー（AW.101なら2機、リンクスなら3機収容可能）、機関操縦室、工作室、諸倉庫などが配されている。
コスト低減のため、ロイド商船規格で建造されている。ただしNBC防護など、軍艦として所要の措置は全て施されている。また「カンタブリア」では二重船底とするなどの改良が加えられており、全長にして8メートル、排水量にして2,000トンの大型化となった。
女性の乗組みが考慮されており、「アムステルダム」では20％まで、「パティーニョ」では50名まで女性乗員とすることができる。
洋上移送
補給ステーションとしては、両舷にドライカーゴ/液体貨物兼用のもの（それぞれ力量2トンずつ）を2ヶ所ずつ、またドライ・カーゴ用のもの（それぞれ力量250 kgずつ）を1ヶ所ずつ設定している。また艦尾からも補給を行うことができるほか、前方にはVERTREP用ステーションも設定されていた。
燃料の移送速度は、左舷側では毎時1,000 m3、右舷側では毎時600 m3、艦尾側では毎時450 m3であった。なお、左舷側の給油速度が大きいのは航空母艦への補給を想定したものとされており、その他の艦では右舷側と同程度とされている。シーステート6の気象状況まで補給活動を行うことができる。
物資格納
合計で10,300トンの物資を搭載できる。標準的な搭載内容は下記の通りである。
- 貨油（艦艇燃料）6,700トン
- 航空燃料（JP-5）1,660トン
- 真水180トン
- 弾薬180.9トン
- 糧食83.3トン
- ソノブイ25トン
- 予備部品9トン

## 同型艦
| 運用者       | #     | 艦名                           | 起工      | 就役      | 退役                 | 退役後                                                   |
| ------------ | ----- | ------------------------------ | --------- | --------- | -------------------- | -------------------------------------------------------- |
| スペイン海軍 | A 14  | パティーニョ SPS Patiño        | 1993年7月 | 1995年6月 | スペイン海軍で就役中 | スペイン海軍で就役中                                     |
| スペイン海軍 | A 15  | カンタブリア SPS Cantabria     | 2007年7月 | 2010年7月 | スペイン海軍で就役中 | スペイン海軍で就役中                                     |
| オランダ海軍 | A 836 | アムステルダム HNLMS Amsterdam | 1992年5月 | 1995年9月 | 2014年12月           | ペルー海軍「タクナ（BAP Tacna (ARL-158)）」 として再就役 |

| 西海軍「カンタブリア」 |  | 蘭海軍「アムステルダム」 |
| 西海軍「カンタブリア」 |  | 蘭海軍「アムステルダム」 |